# 1780 a tudományban
Az 1780. év a tudományban és a technikában.

## Díjak
- Copley-érem: Samuel Vince

## Születések
- október 1. - Göran Wahlenberg botanikus († 1851).
- december 26. - Mary Somerville tudományos író († 1872).

## Halálozások
- október 17. - William Cookworthy kémikus (* 1705)
- John Kay feltaláló (* 1704)